# العلاقات الأيرلندية المولدوفية
العلاقات الأيرلندية المولدوفية هي العلاقات الثنائية التي تجمع بين جمهورية أيرلندا ومولدوفا.

## مقارنة بين البلدين
هذه مقارنة عامة ومرجعية للدولتين:
| وجه المقارنة                                              | جمهورية أيرلندا                                       | مولدوفا                           |
| --------------------------------------------------------- | ----------------------------------------------------- | --------------------------------- |
| المساحة (كم2)                                             | 70.27 ألف                                             | 33.85 ألف                         |
| عدد السكان (نسمة)                                         | 4.76 مليون                                            | 2.55 مليون                        |
| الكثافة السكانية (ن./كم²)                                 | 67.74                                                 | 75.33                             |
| العاصمة                                                   | دبلن                                                  | كيشيناو                           |
| اللغة الرسمية                                             | اللغة الأيرلندية، لغة إنجليزية، الإنجليزية الأيرلندية | اللغة المولدوفية، اللغة الرومانية |
| العملة                                                    | جنيه أيرلندي، يورو، عملات اليورو الأيرلندية           | ليو مولدوفي                       |
| الناتج المحلي الإجمالي (بليون دولار)                      | 333.73 مليار                                          | 8.13 مليار                        |
| الناتج المحلي الإجمالي (تعادل القوة الشرائية) بليون دولار | 318.16 مليار                                          | 17.94 مليار                       |
| الناتج المحلي الإجمالي الاسمي للفرد دولار أمريكي          | 61.13 ألف                                             | 3.65 ألف                          |
| الناتج المحلي الإجمالي للفرد دولار أمريكي                 |                                                       | 4.98 ألف                          |
| مؤشر التنمية البشرية                                      | 0.916                                                 | 0.693                             |
| رمز المكالمات الدولي                                      | +353                                                  | +373                              |
| رمز الإنترنت                                              | .ie                                                   | .md                               |
| المنطقة الزمنية                                           | 00، ت ع م+01:00، أوروبا/دبلن ‏                         | ت ع م+02:00، ت ع م+03:00          |

## منظمات دولية مشتركة
يشترك البلدان في عضوية مجموعة من المنظمات الدولية، منها:
| علم المنظمة | اسم المنظمة                               | تاريخ انضمام جمهورية أيرلندا | تاريخ انضمام مولدوفا |
| ----------- | ----------------------------------------- | ---------------------------- | -------------------- |
|             | وكالة ضمان الاستثمار متعدد الأطراف        | 27 أكتوبر 1989               | 9 يونيو 1993         |
|             | الأمم المتحدة                             | 14 ديسمبر 1955               | 2 مارس 1992          |
|             | الفريق المعني برصد الأرض                  | ?                            | ?                    |
|             | منظمة حظر الأسلحة الكيميائية              | ?                            | ?                    |
|             | منظمة التجارة العالمية                    | ?                            | ?                    |
|             | منظمة الشرطة الجنائية الدولية             | ?                            | ?                    |
|             | منظمة الأمن والتعاون في أوروبا            | 25 يونيو 1973                | 30 يناير 1992        |
|             | مؤسسة التنمية الدولية                     | 22 ديسمبر 1960               | 14 يونيو 1994        |
|             | يونسكو                                    | 3 أكتوبر 1961                | 27 مايو 1992         |
|             | مجلس أوروبا                               | ?                            | ?                    |
|             | الاتحاد البريدي العالمي                   | ?                            | ?                    |
|             | البنك الدولي للإنشاء والتعمير             | 8 أغسطس 1957                 | 12 أغسطس 1992        |
|             | الاتحاد الدولي للاتصالات                  | 8 ديسمبر 1923                | 20 أكتوبر 1992       |
|             | مؤسسة التمويل الدولية                     | 11 سبتمبر 1958               | 10 مارس 1995         |
|             | المنظمة الأوروبية لسلامة الملاحة الجوية   | 1965                         | 2000                 |
|             | المركز الدولي لتسوية المنازعات الاستشارية | 7 مايو 1981                  | 4 يونيو 2011         |

## وصلات خارجية
- موقع وزارة الخارجية الأيرلندية
- موقع وزارة الخارجية المولدوفية